# Escut del Fondó dels Frares
L'escut del Fondó dels Frares és el símbol representatiu oficial del Fondó dels Frares, municipi del País Valencià, a la comarca del Vinalopó Mitjà. Té el següent blasonament:
| « | Escut quadrilong de punta redona, partit. En el primer quarter, en camp d'atzur, una lluna minvant d'argent; bordura d'or amb vuit aspes de gules. En el segon quarter, en camp d'argent, una creu flordelisada i gironada d'argent i sable. En el timbre, una corona reial oberta. | » |

## Història
L'escut s'aprovà per Resolució de 24 de juny de 1994, del conseller d'Administració Pública. Publicat en el DOGV núm. 2.328, de 17 d'agost de 1994.
La primera partició presenta les armes de l'arquebisbe Ferran de Loaces, fundador del col·legi de Sant Doménec d'Oriola, antic senyor del poble; per això anomenat dels Frares. A la segona partició, l'emblema de l'orde dels Predicadors, al qual pertanyien els frares oriolans.